# 황인범
황인범(黃仁範, 1996년 9월 20일~)은 대한민국의 축구 선수로 포지션은 미드필더이다. 현재 네덜란드 에레디비시의 페예노르트에서 활동하고 있으며 대한민국 축구 국가대표팀의 일원으로도 활동 중이다.

## 구단 경력
황인범은 1996년 대전광역시 서구 갈마동에서 태어났다.

### 대전 시티즌
충남기계공업고등학교를 졸업하고 대전 시티즌에 입단했다. 2015년 3월 21일 제주 유나이티드와의 원정 경기를 통해 데뷔한 그는 인상적인 활약을 보였지만, 팀은 5 - 0 대패하였으며, 그후 광주 FC와의 FA컵 경기에도 출전하였으나, 심한 반칙으로 퇴장을 당하였다.
2015년 5월 30일, 포항 스틸러스와의 경기에서 선제골을 터트리며 대전시티즌 유스 산하 학교 출신 선수 최초 골이자 서명원이 세웠던 대전 시티즌 구단 내 최연소 골 기록을 경신하였으며,이달의 골로 선정되었지만, 대전은 역전당했다. 이후에도 6월 10일 FC 서울을 상대로 골을 성공시키며 홈에서의 첫골을 기록하였지만, 팀은 2 – 1로 역전패했다.
이후 7월 1일 성남 FC 원정 경기서 팀이 뒤지고 있을 때 만회골을 성공시키며 팀의 자존심을 지켰으며, 7월 5일 전북 현대 모터스전에서 그림과도 같은 골을 넣으며 선전며 K리그 클래식 20라운드 베스트일레븐에 선정되는 등 선전했으나,전남 드래곤즈전서의 부상으로 피로골절 판정을 받아 수술대에 오르게 되어 잔여 시즌에 결장하게 되었다.
2016년 4월 17일, 부천 FC 1995전을 통해 부상 이후 첫 출전했으며, 4월 24일 부산 아이파크와의 홈경기에서 유승완의 골을 어시스트하며 대전의 시즌 첫승에 기여했으며, 4월 27일 연세대학교와의 FA컵 경기에서 박대훈의 골을 어시스트하였다. 5월 5일 FC 안양과의 경기에서 대전의 두번째 골을 성공시키며 2016 시즌 자신의 첫골을 성공시켰다. 실력을 인정받아 2016 리우 올림픽 축구 예비 명단에 포함되었으나, U-23에 승선하지는 못했다. 7월 16일 부산 아이파크와의 홈경기서 자신의 시즌 두번째 골과 더불어 1골 1어시스트를 기록하며 경기 MOM으로 선정되었다. 시즌 종료 이후 팀동료 김동찬과 함께 2016시즌 K리그 챌린지 베스트 11에 선정되었다.
2017년 SL 벤피카를 비롯한 일부 유럽 구단이 관심을 보였으나 결렬되면서 대전에 잔류했다. 하지만 이영익 감독 부임 이후 주 포지션이였던 공격형 미드필더가 아닌 중앙 미드필더 등으로 기용됨에 따라 부진했고, 6월 12일 수원 FC전에서 시즌 첫 골을 성공시켰다.

#### 아산 무궁화로의 임대
2018 시즌을 앞두고 군 복무를 위해 아산 무궁화 FC에 입단하였다. 2018년 3월 10일 열린 수원 FC와의 경기에서 입대 후 첫 골을 기록했다. 2018년 아시안 게임 U-23 국가대표로 발탁, 축구 금메달을 획득하며 병역특례를 받아 2018년 9월 20일 자로 조기 전역해 대전에 복귀했다. 9월 23일 복귀전이 된 광주 FC와의 원정 경기에서 후반 교체되어 출전, 리그 통산 100경기 출장을 달성했으며 키쭈의 역전골을 어시스트 하며 팀의 5연승을 이끌었다. 10월 6일 아산 무궁화와의 홈 경기에서 선발 출전하여, 후반 79분 페널티킥을 파넨카 킥으로 성공시키며 대전 복귀 이후 첫 골을 기록했지만, 이후 광주 FC와 부산 아이파크와의 승강 플레이오프전에서는 우즈베키스탄전에서 생긴 경미한 무릎 부상으로 명단에서 제외되었다. 2018 시즌 종료 이후 K리그2 베스트 11으로 선정되었다.

### 밴쿠버 화이트캡스
2019년 밴쿠버 화이트캡스로 이적했다. 3월 3일 미네소타 유나이티드 FC전에서 선발 출전해 MLS 데뷔전을 치렀고, 이날 황인범은 4-3-3 포메이션에서 에리스 도밍게즈, 펠리페 마르틴스와 함께 중원에서 호흡을 맞췄고, 코너킥 상황에서는 도네일 헨리가 헤더 골을 넣었는데, 황인범이 시발점 역할을 하며 득점에 관여하며 성공적인 데뷔전을 치렀다. 3월 9일 레알 솔트레이크전에서는 팀은 1 – 0 패배했지만 이날 경기 MOM에 선정되었으며, 4월 17일 로스앤젤레스 FC전에서 MLS 데뷔골을 기록했다

### 루빈 카잔
2020년 8월, 러시아 클럽 루빈 카잔으로 이적했다.
2022년 러시아의 우크라이나 침공의 여파로 러시아 프리미어리그가 중단되면서 FIFA의 특별 조치에 의해 루빈 카잔과의 계약이 중지되었다. 황인범은 일시적 FA 신분이 되었으며 2022년 4월 5일, FC 서울에 단기 계약으로 입단하였다.

### 올림피아코스
2022 시즌 여름 이적 시장을 통해 수페르리가 엘라다의 올림피아코스에 입단했다.

### 츠르베나 즈베즈다
2023년 9월 4일, 세르비아 수페르리가의 츠르베나 즈베즈다로 이적했고 팀의 우승을 이끌게 되었다.

### 페예노르트
2024년 9월 3일, 에레디비시의 페예노르트로 이적했다.

## 국가대표팀 경력
2017년 7월 팀 동료 박재우와 함께 AFC U-23 축구 선수권 대회 예선전에 출전할 대표팀에 승선했다. 마카오와의 1차전 경기에서 팀 동료 박재우와 나란히 한골씩 기록하였으며, 베트남과의 3차전 경기에서 추가 골을 성공시키며 2 – 1 승리를 이끌며 대한민국의 본선 진출을 이끌었다.
경찰청에 갓 입대한 그는 2018년 아시안 게임을 앞두고 U-23 국가대표팀에 발탁되어 주전 미드필더로 활약했고, 아시안 게임을 통해 본격적으로 그의 이름을 알렸다. 당시 일경 계급이었던 그는 U-23 국가대표팀에서 유일한 군경팀 선수였는데, 대한민국이 축구 금메달을 획득하면서 병역특례를 받아 조기 전역을 하게 되었다.
이에 힘입어 파울루 벤투 감독의 부름을 받아 처음으로 A대표팀에 발탁, 2018년 9월 7일 코스타리카와의 경기에서 대한민국 축구 국가대표팀 데뷔전을 치렀다. 기성용이 태극마크를 반납한 후에는 기성용이 맡았던 국가대표팀의 중원 자리를 차지했다.
2018년 10월 16일 파나마와의 경기에서 손흥민의 패스를 슛으로 연결하여 A매치 데뷔골을 신고했다.
2018년 국가대표팀에서의 활약을 토대로 2019년 AFC 아시안컵 본선 멤버에 합류했다.
2019년 EAFF E-1 풋볼 챔피언십에 참여하는 대표팀 명단에 포함되었다. 황인범은 대회 1차전 홍콩과의 경기에서 득점을 기록했으며, 3차전 일본과의 경기에서도 팀의 1 - 0 승리를 결정짓는 결승골을 득점했다. 대회 종료 이후 황인범은 대회 MVP로 선정되었다.
국가대표팀의 중원을 주로 맡아 온 그는 2022년 FIFA 월드컵 국가대표팀에 승선, 월드컵 데뷔전을 치르게 됐다.
조별리그 매 경기 마다 12km의 활동량 그리고 전진패스,파이널-써드 패스 등 공격 관여 및 패스 관련 지표에서 최상위권에 위치하며 매우 좋은 모습을 보였다.
2023 아시안컵에 출전하였으나 감독의 전략,전술의 부재 그리고 선수단 관리 및 체력 관리의 실패로 좋은 모습을 보이진 못하였다.

## 경력 통계

### 클럽
2023년 5월 14일 갱신
| 클럽팀                                   | 시즌      | 리그                | 리그 | 리그  | 컵   | 컵    | 대륙별 대회 | 대륙별 대회 | 합계 | 합계  |
| 클럽팀                                   | 시즌      | 디비전              | Apps | Goals | Apps | Goals | Apps        | Goals       | Apps | Goals |
| ---------------------------------------- | --------- | ------------------- | ---- | ----- | ---- | ----- | ----------- | ----------- | ---- | ----- |
| 대전 시티즌                              | 2015      | K리그1              | 14   | 4     | 1    | 0     | —           | —           | 15   | 4     |
| 대전 시티즌                              | 2016      | K리그2              | 35   | 5     | 2    | 0     | —           | —           | 37   | 5     |
| 대전 시티즌                              | 2017      | K리그2              | 32   | 4     | 3    | 0     | —           | —           | 35   | 4     |
| 대전 시티즌                              | 2018      | K리그2              | 7    | 2     | 0    | 0     | —           | —           | 7    | 2     |
| 대전 시티즌                              | 합계      | 합계                | 88   | 15    | 6    | 0     | —           | —           | 94   | 15    |
| 아산 무궁화 (군복무[대한민국 의무 경찰]) | 2018      | K리그2              | 18   | 1     | 0    | 0     | —           | —           | 18   | 1     |
| 밴쿠버 화이트캡스                        | 2019      | MLS                 | 34   | 3     | 1    | 1     | —           | —           | 35   | 4     |
| 밴쿠버 화이트캡스                        | 2020      | MLS                 | 6    | 0     | 0    | 0     | —           | —           | 6    | 0     |
| 밴쿠버 화이트캡스                        | 합계      | 합계                | 40   | 3     | 1    | 1     | —           | —           | 41   | 4     |
| 루빈 카잔                                | 2020-21   | 러시아 프리미어리그 | 18   | 3     | 2    | 1     | —           | —           | 20   | 4     |
| 루빈 카잔                                | 2021-22   | 러시아 프리미어리그 | 17   | 2     | 0    | 0     | 1           | 0           | 18   | 2     |
| 루빈 카잔                                | 합계      | 합계                | 35   | 5     | 2    | 1     | 1           | 0           | 38   | 6     |
| FC 서울 (임대)                           | 2022      | K리그1              | 9    | 0     | 1    | 0     | —           | —           | 10   | 0     |
| 올림피아코스                             | 2022-23   | 그리스 슈퍼리그     | 32   | 3     | 3    | 1     | 5           | 1           | 40   | 5     |
| 경력 합계                                | 경력 합계 | 경력 합계           | 222  | 27    | 13   | 3     | 6           | 1           | 241  | 31    |

1. ↑  UEFA 유로파컨퍼런스리그에서 참가 수
2. ↑  UEFA 유로파리그에서 참가 수

### 국가대표팀 득점 기록
| 득점 | 일자             | 장소            | 상대팀   | 득점 순서 | 최종 결과 | 대회                                    |
| ---- | ---------------- | --------------- | -------- | --------- | --------- | --------------------------------------- |
| 1    | 2018년 10월 16일 | 대한민국 천안   | 파나마   | 2 - 0     | 2 - 2     | 친선경기                                |
| 2    | 2019년 12월 11일 | 대한민국 부산   | 홍콩     | 1 - 0     | 2 - 0     | 2019년 EAFF E-1 풋볼 챔피언십           |
| 3    | 2019년 12월 18일 | 대한민국 부산   | 일본     | 1 - 0     | 1 - 0     | 2019년 EAFF E-1 풋볼 챔피언십           |
| 4    | 2021년 10월 7일  | 대한민국 안산   | 시리아   | 1 - 0     | 2 - 1     | 2022년 FIFA 월드컵 아시아 지역 3차 예선 |
| 5    | 2023년 3월 28일  | 대한민국 서울   | 우루과이 | 1 - 1     | 1 - 2     | 친선경기                                |
| 6    | 2024년 1월 15일  | 카타르 알라이얀 | 바레인   | 1 - 0     | 3 - 1     | 2023년 AFC 아시안컵                     |

## 응원가
2016 시즌을 앞두고 대전 시티즌의 서포터즈인 대저니스타가 황인범을 응원하는 내용의 응원가를 제작해 발표하였다.

### 가사
뛰어라 뛰어 황인범

우리의 황인범

너를 위해 우린 노래해

우리의 황인범

## 플레이 스타일
미드필더인 황인범은 양발을 다 잘 쓰며 영리한 경기 운영, 정확하고 날카롭게 찔러주는 패스, 팀에 빠르게 적응하는 적응력이 뛰어나며,시야가 넓고, 상대를 속이는 페인트 동작이 적절하며, 슛 능력 역시 뛰어나 상대편 입장에서 상당히 껄끄러운 플레이 스타일을 갖고 있으며, 이런 장점은 황인범이 공격형 미드필더로 기용될 때 더 극대화된다.

## 수상 내역
대한민국
- 아시안 게임 축구 : 금메달 (2018)
- EAFF E-1 풋볼 챔피언십 : 우승 (2019)

개인
- K리그 챌린지 베스트 11 : 2016, 2017, 2018
- EAFF E-1 풋볼 챔피언십 MVP : 2019
- 세르비아 수페르리가 최우수 선수 2023-24

팀
- FK 츠르베나 즈베즈다 2023-24 우승

## 참고 문헌
웹사이트
- 황인범, 대전이 낳고 기른 '진짜 아들'
- 황인범, ‘벌써 성숙한’ 대전의 아들
- 황인범이 2부리그 꼴찌팀 선수로 사는 법